# Анђелко Ђуричић
Анђелко Ђуричић (Панчево, 21. новембра 1980) је бивши српски фудбалски голман.

## Репрезентација
За сениорску репрезентацију Србије је дебитовао 29. маја 2010. у пријатељској утакмици против Новог Зеланда. Ђуричић је био међу 23 играча који су представљали Србију на Светском првенству у фудбалу 2010. у Јужноафричкој Републици.

## Статистика
| Сезона   | Клуб           | Лига                        | Утакм. | Гол. |
| -------- | -------------- | --------------------------- | ------ | ---- |
| 1998/99. | ФК Дунав       | ?                           | ?      | ?    |
| 1999/00. | ФК Дунав       | ?                           | ?      | ?    |
| 2000/01. | Динамо Панчево | ?                           | 33     | 0    |
| 2001/02. | Динамо Панчево | ?                           | 34     | 0    |
| 2002/03. | Хајдук Кула    | Прва лига СР Југославије    | 1      | 0    |
| 2003/04. | Хајдук Кула    | Прва лига СЦГ               | 1      | 0    |
| 2004/05. | Хајдук Кула    | Прва лига СЦГ               | 18     | 0    |
| 2005/06. | Хајдук Кула    | Прва лига СЦГ               | 28     | 0    |
| 2006/07. | Хајдук Кула    | Суперлига Србије            | 31     | 0    |
| 2007/08. | Хајдук Кула    | Суперлига Србије            | 33     | 0    |
| 2008/09. | Хајдук Кула    | Суперлига Србије            | 29     | 0    |
| 2009/10. | Леирија        | Прва лига Португалије       | 26     | 0    |
| 2010/11. | Леирија        | Прва лига Португалије       | 1      | 0    |
| 2011/12. | Ал Итихад      | Прва лига Саудијске Арабије | 29     | 0    |
| 2012/13. | Доњи Срем      | Суперлига Србије            | 2      | 0    |
| 2012/13. | Борац Чачак    | Суперлига Србије            | 10     | 0    |
| 2013/14. | Јагодина       | Суперлига Србије            | 26     | 0    |
| 2014/15. | Јагодина       | Суперлига Србије            | 11     | 0    |

Извор:  Архивирано на веб-сајту  (18. октобар 2012)